# إقليم جرسيف
إقليم ڭرسيف هو أحد الأقاليم المغربية، ينتمي لجهة الشرق ويقع شرق البلاد بين فاس ووجدة بين جبال الريف والأطلس المتوسط. الإقليم يضم 216.642 ساكنا (2014).

## التقسيم الإداري
يضم إقليم ڭرسيف جماعة حضرية واحدة و 9 جماعة قروية :

### الجماعات الحضرية
- جرسيف

### الجماعات القروية
- مزكيتام
- جماعة صاكا
- الصباب
- بركين
- هوارة أولاد رحو
- لمريجة
- راس القصر
- تادرت
- أولاد بوريمة